# Marià Vila d'Abadal Vilaplana
Marià Vila d'Abadal i Vilaplana (Vic, Osona, 8 d'agost de 1921, Barcelona, 15 de desembre de 1988) fou un enginyer agrícola i polític català.

## Família
Marià Vila d'Abadal és fill del metge Lluís Vila i d'Abadal, membre d'Acció Catalana i un dels fundadors d'UDC i del Sindicat de Metges de Catalunya. És pare de Josep Maria Vila d'Abadal i Serra, que fou diputat per CiU i alcalde de Vic.
Alhora, és besnebot de Raimon d'Abadal i Calderó i de Joaquim Abadal i nebot valencià de Ramon d'Abadal i de Vinyals.

## Biografia
Va treballar com a professor de l'Escola d'Enginyeria Tècnica Agrícola de Barcelona i col·laborà en la resistència antifranquista militant a UDC. A les eleccions al Parlament de Catalunya de 1980 fou elegit diputat per CiU a la circumscripció de Barcelona. De 1980 a 1984 fou membre de la Comissió Mixta Diputacions-Generalitat de Catalunya, coordinador de la Subcomissió de Sanitat i Assistència Social i membre de les Subcomissions d'Agricultura i de Cultura del Parlament de Catalunya.